# تاريخ اليهود في القيروان
يبدأ تاريخ اليهود في القيروان بتأسيس مدينة القيروان على يد الأموي عقبة بن نافع الفهري عام 670، وينتهي في عام 1270، بطردهم من قبل الموحدين.
خلال هذه الفترة، كانت القيروان واحدة من أكثر مراكز المعرفة تأثيرًا في العالم اليهودي، حيث تنافست مع الأكاديميات التلمودية في بابل وتلك الموجودة في أرض إسرائيل.:29

## التاريخ المبكر
وصل أوائل إلى القيروان مع مؤسسيها من منطقة برقة ما يعرف بليبيا اليوم، ووصلت موجة ثانية من المستوطنين اليهود في نهاية القرن السابع. بدأ العصر الذهبي للبهود في أواخر القرن الثامن واستمر حتى أوائل القرن الحادي عشر، أي من عهد الأغالبة إلى عهد الحفصيين. وكانت المدينة تضم كنيسًا يهوديًا، مدرسة دينية، ومقبرة («جانيت ليهود»)، وهي مؤسسة خيرية مجتمعية ومؤسسات أخرى. كان اليهود في المدينة على اتصال مع الأكاديميات البابلية في بومبيديتا وصورا، ومع المجتمعات اليهودية في غرب إسبانيا.
في عام 880، زار إلداد ها-داني المدينة والمجتمع المحلي لوصف رحلاته. أسر الجمهور بطلاقته في اللغة العبرية، وجلب معه مجموعة من القوانين التي زعم أنها كانت تمارس بين القبائل العشر المفقودة. هذه القوانين حيرت يهود القيروان، ولذلك أرسلوا استفسارًا إلى الحاخام تزماش بن حاييم من أكاديمية صورا، الذي حاول تفسيرها والتوفيق بينها وبين هالاخاه. ولم يكن حاخامات الآخرون، بمن فيهم الحاخام مئير من روتنبرغ وأعضاء الطوسافيين متعاطفين بالمثل.
في بداية القرن العاشر، قام يهودي يدعى إسحاق بن سليمان الإسرائيلي (ت 950) بالتدريس في كلية الطب بالقيروان :464–465 وعمل كطبيب شخصي لكل من الحاكم الأخير لأسرة الأغالبة (أمير زيادات الله الثالث):464–465 والحاكم الأول للأسرة الفاطمية. كتب أعمالاً من الفلسفة الأفلاطونية الجديدة، وراسل الحاخام سعيد الفيومي في بابل.:18–19 بالإضافة إلى يهودي آخر من القيرواني، يُدعى دوناش بن تميم، كان طبيبًا وعالمًا في اللغة، وعمل أيضًا كطبيب في البلاط الفاطمي. أما اليهودي القيرواني الثالث في تلك الحقبة، ناثان هابفيلي (950) فيسجل انطباعاته عن اليهود البابليين في سيدر أولام زوتا.:18–19
خلال القرن الحادي عشر، كان أبرز يهودي في القيروان هو إبراهيم بن ناثان (أبو إسحاق إبراهيم بن عطا)،«أحد كبار القادة اليهود في أيامه»، الذي حصل في عام 1015 على لقبي نجيد هاغلاه وروش هاخيلوت (رئيس الطوائف) من القائد الروحي لهذا الجيل، هاي جاون.:17 عمل طبيبًا شخصيًا للمعز بن باديس، السلطان الزيري في شمال أفريقيا، وعلى ما يبدو أيضًا إلى السلطان السابق، باديس بن منصور، والد المعز.:19
كان يهوذا بن جوزيف أحد معاصري إبراهيم بن ناثان، أبرز تاجر في المدينة، حيث كان يسيطر على طرق التجارة عبر البحر الأبيض المتوسط وإلى الهند. أثناء الحرب، عندما مُنعت جميع السفن الأخرى من الإبحار، أُخذت بضاعته على متن سفن حربية ملكية تابعة للسيدة الملكة الزيرية ريجنت. أطلق عليه هاي غاون لقب «روش كالا» و«روش هسدر» و«ساليير» (ربما مشتق من المصطلح الفارسي للشخصيات البارزة).:20
توفي كل من إبراهيم بن ناثان ويهوذا بن يوسف في نفس العام، في الثلاثينيات من القرن العشرين.:67